# Bengt Lindskog (fotbollsspelare)
Bengt Lindskog, född 25 februari 1933 i Furulund, Kävlinge kommun,, död 14 januari 2008 i Furulund, var en svensk fotbollsspelare och 14-faldig landslagsman, som 1952 debuterade i Allsvenskan för Hälsingborgs IF, där han spelade fram till 1955. Han värvades säsongen därpå till Malmö FF. Från 1956 var han proffs i Italien och spelade under åren 1958–61 som anfallare i den italienska klubben  Inter.
Lindskogs tidigare klubb var från 1956 Udinese, som han 1958 lämnade i en transfer, som fick till följd, att han missade det årets VM-turnering i hemlandet (Svenska Fotbollförbundet hade avtalat med Udinese att Lindskog skulle få spela i VM, men Inter var inte intresserade av att ta över avtalet). 
I Inter blev han snabbt populär och utsågs till lagkapten under sitt andra år i klubben. I Inter spelade Lindskog med bland andra Nacka Skoglund, och gjorde 32 mål på 88 ligamatcher under sin tid där.
Bengt Lindskogs sista match i Inter spelades den 4 juni 1961 mot Catania på bortaplan. Därefter bytte Lindskog klubb till Lecco innan han 1964 återvände till Sverige för spel i IFK Malmö.

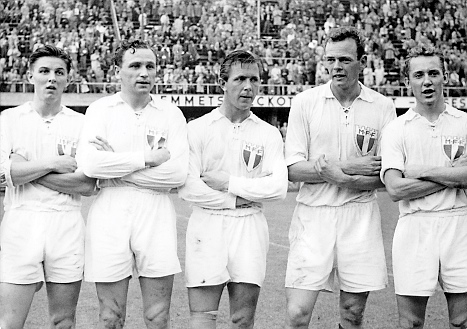
Malmö FF:s drömkedja 18 augusti 1955: Charles Gustafsson, Henry Thillberg, Nils-Åke "Kajan" Sandell, Bengt Lindskog och Bertil Nilsson.